# Lagan (Russie)
Pour les articles homonymes, voir Lagan (homonymie).
Lagan (en russe : Лагань) est une ville de la république de Kalmoukie, en Russie, et le centre administratif du raïon de Lagan. Sa population s'élevait à 12 932 habitants en 2019.

## Géographie
Lagan est située à 9 km de la mer Caspienne, à 123 km au sud-ouest d'Astrakhan, à 262 km au sud-est d'Elista et à 1 342 km au sud-sud-est de Moscou.

## Histoire
Lagan est fondée en 1870 par des paysans émigrés de Russie centrale. Le village reçoit le statut de commune urbaine en 1936. Après la dissolution de la république autonome et la déportation de la population kalmouke, ordonnées par Staline en 1944, elle est renommée Kaspiiski (Каспийский). En 1963, elle accède au statut de ville. Elle retrouve son nom de Lagan en 1991.

## Population
Recensements ou estimations de la population
| 1897* | 1939* | 1959*  | 1970*  | 1979*  |
| ----- | ----- | ------ | ------ | ------ |
| 900   | 8 598 | 10 826 | 13 922 | 14 456 |

| 1989*  | 2002*  | 2010*  | 2013   | 2014   |
| ------ | ------ | ------ | ------ | ------ |
| 15 824 | 14 345 | 14 323 | 13 714 | 13 493 |

| 2015   | 2016   | 2017   | 2018   | 2019   |
| ------ | ------ | ------ | ------ | ------ |
| 13 258 | 13 170 | 13 137 | 13 125 | 12 932 |